# Casa Sassi

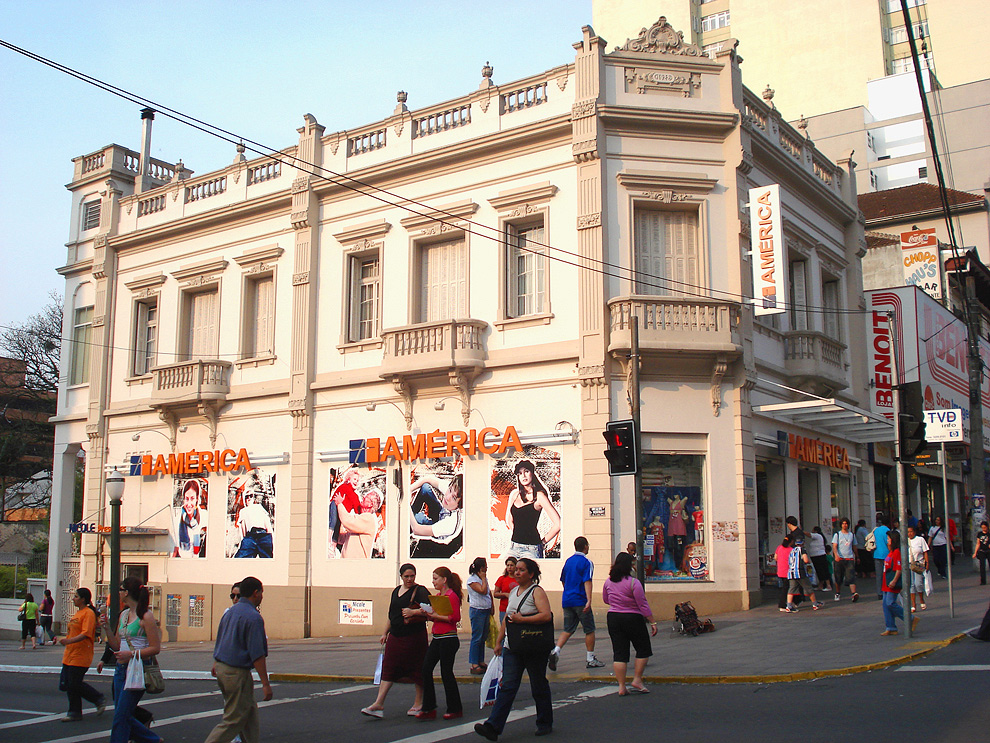
Casa Sassi

A Casa Sassi é um prédio histórico de estilo eclético, localizado no Centro Histórico de Caxias do Sul, Brasil, na esquina da avenida Júlio de Castilhos com a rua Dr. Montaury, junto à Praça Dante Alighieri.
Foi erguida pela família de Adelino Sassi em 1922, com projeto do arquiteto italiano Luigi Valiera, um dos arquitetos que introduziram o ecletismo em Caxias do Sul. Tem dois pavimentos, sendo o térreo reservado para comércio e o superior para residência. O térreo sofreu descaracterização com a atual ocupação comercial, que instalou enormes banners e letreiros sobre as aberturas, e um telhado de vidro sobre as entradas.
Entretanto o piso superior está ainda bem conservado, mostrando uma volumetria em blocos separados por pilastras em destaque, com ornatos em relevo. A esquina é chanfrada, com uma sacada e uma grande porta fechada por venezianas. Acima da abertura, um frontão com a data de construção inscrita. Em cada um dos blocos encontramos uma disposição simétrica de janela/sacada/janela, com marcos em relevo e arremate superior em pequeno florão e uma cornija. As sacadas são de alvenaria, com balaustrada vazada e grandes mísulas decoradas para sustentação.
Na extrema esquerda do prédio fica o estreito bloco da entrada independente da residência, com um portão de ferro trabalhado, culminando este volume em um original mirante. Coroa todo o edifício uma larga platibanda com balaustrada vazada, ornamentada por vasos decorativos. No terreno jardim traseiro existia um quiosque de madeira com decoração de lambrequins. A Casa Sassi foi tombada pelo Município em 25 de outubro de 2004.